# Битка код Аскула
Битка код Аскула (Аускулума) одиграла се 279. п. н. е. између Римљана и комбинованих снага Епира, Тарента, Оскана и Самнита. Римљане предводи конзул Публије Деције Мус, а савезничке снаге Пир. Битка припада Пировом рату, за контролу Велике Грчке.

## Војске
Та битка представља други сукоб римске легије и војске базиране на фалангама типа Александра Македонског. Две војске су имале подједнако војника.

### Римска војска
Римљани су имали више пешадије, 4 легије саствљене од савезника Дауна и 20.000 Римљана. Осим тога Римљани имају и 300 противслоновских справа.
У Бици код Хераклеје Пирови слонови су значајно допринели својим ударом на римске легије. Зато се сада користе запаљивим оружјима, лонцима ватре, војском која вришти и баца копља на слонове, те специјалним борним колима са дугим шиљцима, којима су рањавани слонови.

### Пирова војска
Пир је дошао на бојно поље са македонском пешадијом и коњицом, његовом властитом војском, грчким плаћеницима, савезничким Грцима из Италије, 20 слонова и самнитском пешадијом и коњицом. Пирова војска је имала више коњице и 20 слонова. Да би успоставио равнотежу са флексибилношћу римске легије Пир меша лаке талијанске трупе са фалангом.

## Битка
Битка се одвијала два дана. Обе војске су поставиле коњицу на крила, а пешадију у центар. Пир је своју елитну коњичку гарду држао у резерви иза центра и под особном командом. Слонови су у почетку исто били у резерви.

### Први дан битке
Првог дана шума и брда су спречавали Пирову коњицу и слонове. Али италијанске лаке трупе помешане са фалангом су се добро бориле. Македонци разбијају римску прву легију са латинским савезницима на њиховом левом крилу. Међутим римска трећа и четврта легија побећују Тарантинце, Оскане и центар састављен од Епираца. У међувремену Дауни нападају Пиров логор, па Пир шаље резервну коњицу и слонове да одбије Дауне.
После одбијања Дауна Пир шаље слонове против треће и четврте легије, па се римске легије повлаче на шумовита брда. Пир шаље снаге своју пешадију да истера Римљане из шуме, али пресреће их римска коњица. Долази мрак и обе стране се повлаче.

### Други дан битке
Следеће јутро Пирова лака пешадија заузима незгодан терен, који му је задавао невоље претходног дана. Тиме су Римљани присиљени на отворену битку. Римске легије и Пирове фаланге (помешане са лаком пешадијоим ) воде равноправну битку, све док у битку не улазе слонови, који пробијају римску борбену линију. Антислоновска борна кола су елиминисали Пирови стрелци. Истовремено Пир предводи напад елитне коњичке гарде и побеђује. Римљани се повлаче у свој логор.

## Пирова победа
Римљани су изгубили 6.000 војника. Пир је изгубио 3.500 војника, а међу њима доста официра. Победа га је јако много коштала, па одатле израз Пирова победа, што значи да је победник и није добио много, јер је то победа са много жртава. После те битке Пир је рекао: „Још једна таква победа и ја сам изгубио“.